# 펄타이디
펄타이디(PerlTidy)는 동일 언어로 개발된 코드에 대해 정적 코드 분석을 수행하기 위해 펄 프로그래밍 언어로 개발된 도구이다. 명령줄 스위치나 구성 파일을 사용하여 펄 스크립트의 포맷을 재구성함으로써 기 지정된 프로그래밍 스타일을 준수시킬 수 있다. 기본 구성은 펄 스타일 가이드에 대략적으로 맞추어져 있다.
명령줄 외에도 펄타이디의 대안이 되는 인터페이스들을 위한 수많은 도구들이 존재하며 여기에는 ParDE IDE, 이맥스용 perltidy.el, 온라인 버전이 포함된다.
펄타이디가 선보인 이후로 펄타이디는 수많은 주요 서적에서 펄 프로그래머들을 위해 권고되는 도구가 되고 있다.